# Krvavica (Baška Voda)
Krvavica je priobalno naselje u Makarskom primorju, koje administrativno pripada općini Baška Voda. Ime naselja se prvi put spominje 1792. godine, od kada datiraju i prve naseobine. Simbol Krvavice je Ključ kuk, visoka stijena iznad mjesta.

## Stanovništvo
Prema popisu stanovništva iz 2001. godine, u Krvavici i Bratušu živi 287 stanovnika.
| broj stanovnika |       |       | 131   | 177   | 199   | 214   |       | 223   | 244   | 231   | 204   | 182   | 178   | 175   | 287   | 314   | 312   |
|                 | 1857. | 1869. | 1880. | 1890. | 1900. | 1910. | 1921. | 1931. | 1948. | 1953. | 1961. | 1971. | 1981. | 1991. | 2001. | 2011. | 2021. |

## Promet
Naselje se nalazi uz Jadransku magistralu, glavnu hrvatsku priobalnu prometnicu. Šetnica uz more se proteže u dužini od 4 km u pravcu Makarske (preko FKK plaže Krvavica), te 6 km u pravcu Baške Vode kroz Bratuš.

## Gospodarstvo
Glavna djelatnost Krvavičana je turizam, čemu pridonosi velika osunčanost tog područja i prekrasne plaže. Turistički kompleks, izgrađen 1960. godine, propada već desetljećima, no turistima je na raspolaganju velik broj ležaja u privatnim apartmanima. Na obali je privatna marina sa 150 vezova, suhim vezom te dizalicom za brodove do 8 tona.

## Spomenici i znamenitosti
- Ruralna cjelina Krvavica
- Dječje odmaralište-lječilište, odmarališno-lječilišni arhitektonski kompleks, rad Rikarda Marasovića,[5] od 2013. zaštićeni spomenik arhitektonske baštine.

## Vanjske poveznice
- Krvavica na stranici TZ Baška Voda  Arhivirana inačica izvorne stranice od 6. ožujka 2016. (Wayback Machine)